# Mistrzostwa Litwy w piłce siatkowej mężczyzn (2019/2020)
Mistrzostwa Litwy w piłce siatkowej mężczyzn 2019/2020 (oficjalna nazwa: TOP SPORT Lietuvos vyrų tinklinio čempionatas 2019/2020) – 79. sezon rozgrywek o mistrzostwo Litwy (wliczając mistrzostwa Kowna oraz mistrzostwa Litewskiej SRR) zorganizowany przez Litewski Związek Piłki Siatkowej (lit. Lietuvos tinklinio federacija). Zainaugurowany został 9 listopada 2019 roku. 
W sezonie 2019/2020 o mistrzostwo Litwy walczyły 4 drużyny. W porównaniu do sezonu 2018/2019 do rozgrywek nie zgłosiły się zespoły Etovis Kelmė oraz Vilniaus Kolegija/Flamingo Volley.
Rozgrywki składały się z fazy zasadniczej oraz fazy play-off. 13 marca 2020 roku ze względu na szerzenie się zakażeń wirusem SARS-CoV-2 Litewski Związek Piłki Siatkowej tymczasowo zawiesił rozgrywki. 17 kwietnia 2020 roku ogłosiił decyzję, zgodnie z którą mistrzostwa Litwy zostały zakończone bez wyłonienia mistrza. Sezon został uznany za niedokończony, a nie za nieodbyty.
W sezonie 2019/2020 żaden litewski klub nie uczestniczył w europejskich pucharach.

## System rozgrywek
W mistrzostwach Litwy w sezonie 2019/2020 uczestniczą cztery drużyny. Rozgrywki składają się z fazy zasadniczej i fazy play-off.
W fazie zasadniczej drużyny rozgrywają między sobą po trzy spotkania. W dwóch pierwszych rundach spotkania odbywają się zgodnie z systemem każdy z każdym – mecz u siebie i rewanż na wyjeździe. W trzeciej rundzie natomiast gospodarzem spotkania jest drużyna, która po dwóch rundach zajmuje wyższe miejsce w tabeli. Wszystkie drużyny uzyskują awans do fazy play-off. Miejsce w tabeli decyduje o rozstawieniu.
Faza play-off składa się z półfinałów, meczów o 3. miejsce oraz finału. Pary półfinałowe tworzone są według klucza: 1 – 4; 2 – 3. W półfinałach rywalizacja toczy się do trzech wygranych spotkań ze zmianą gospodarza po dwóch meczach. Gospodarzem pierwszych dwóch spotkań jest zespół, który po fazie zasadniczej zajął wyższe miejsce w tabeli. Mecze o 3. miejsce i finał grane są w postaci dwumeczów. Zwycięzcą dwumeczu zostaje drużyna, która wygrała większą liczbę spotkań. Jeżeli obie drużyny wygrały po jednym spotkaniu, o wyniku rywalizacji decyduje tzw. złoty set grany do 15 punktów z dwoma punktami przewagi jednej z drużyn.

## Drużyny uczestniczące
| | Mistrzostwa Litwy 2019/2020 |   |
| --- | --------------------------- | - |
| AMB | Amber-Arlanga Kłajpeda      | 1 |
| RIO | RIO-Startas Kowno           | 3 |
| SŪD | Sūduva Mariampol            | 4 |
| ELG | Elga-Master Idea SM Dubysa  | 5 |
| Oznaczenia: - kolumna pierwsza – skróty nazw drużyn wpisane na mapie (jeśli ta została zamieszczona), - kolumna trzecia – miejsce zajęte przez daną drużynę w poprzednim sezonie. |                             |   |

## Faza zasadnicza

### Tabela wyników
I i II runda
| Gospodarz \ Gość1          | AMB | RIO | SŪD | ELG |
| Amber-Arlanga Kłajpeda     |     | 3:1 | 1:3 | 3:0 |
| RIO-Startas Kowno          | 2:3 |     | 3:1 | 2:3 |
| Sūduva Mariampol           | 2:3 | 3:2 |     | 3:0 |
| Elga-Master Idea SM Dubysa | 0:3 | 2:3 | 1:3 |     |

III runda
| Gospodarz \ Gość1          | AMB | RIO | SŪD | ELG |
| Amber-Arlanga Kłajpeda     |     | 3:0 | 3:1 | 3:1 |
| RIO-Startas Kowno          |     |     |     | 3:0 |
| Sūduva Mariampol           |     | 3:2 |     | 3:0 |
| Elga-Master Idea SM Dubysa |     |     |     |     |

Źródło: LTF – Data Project (lit.)
1 Drużyna gospodarzy jest wymieniona po lewej stronie tabeli.
Kolory:
  zwycięstwo gospodarzy 3:0 lub 3:1
  zwycięstwo gospodarzy 3:2
  zwycięstwo gości 3:0 lub 3:1
  zwycięstwo gości 3:2

### Terminarz i wyniki spotkań
| Data       | Godz. | Gospodarz                  | Rezultat                                | Gość                       | Widzów |
| ---------- | ----- | -------------------------- | --------------------------------------- | -------------------------- | ------ |
| I RUNDA    |       |                            |                                         |                            |        |
| 09.11.2019 | 15:00 | Amber-Arlanga Kłajpeda     | 3:0 (25:18, 25:21, 25:21)               | Elga-Master Idea SM Dubysa | 54     |
| 09.11.2019 | 16:00 | RIO-Startas Kowno          | 3:1 (25:20, 22:25, 25:18, 25:19)        | Sūduva Mariampol           | 90     |
| 30.11.2019 | 14:00 | Elga-Master Idea SM Dubysa | 1:3 (21:25, 22:25, 25:23, 14:25)        | Sūduva Mariampol           | 70     |
| 01.12.2019 | 15:00 | Amber-Arlanga Kłajpeda     | 3:1 (25:21, 20:25, 25:20, 25:18)        | RIO-Startas Kowno          | 98     |
| 07.12.2019 | 12:00 | Sūduva Mariampol           | 2:3 (23:25, 25:16, 15:25, 25:21, 12:15) | Amber-Arlanga Kłajpeda     | 55     |
| 11.01.2020 | 17:00 | RIO-Startas Kowno          | 2:3 (22:25, 17:25, 25:14, 25:19, 10:15) | Elga-Master Idea SM Dubysa | 100    |
| II RUNDA   |       |                            |                                         |                            |        |
| 18.01.2020 | 14:00 | Elga-Master Idea SM Dubysa | 0:3 (31:33, 22:25, 13:25)               | Amber-Arlanga Kłajpeda     | 70     |
| 19.01.2020 | 13:00 | Sūduva Mariampol           | 3:2 (25:20, 14:25, 26:24, 18:25, 15:12) | RIO-Startas Kowno          | 53     |
| 24.01.2020 | 20:00 | Sūduva Mariampol           | 3:0 (25:12, 25:18, 25:18)               | Elga-Master Idea SM Dubysa | 46     |
| 25.01.2020 | 16:00 | RIO-Startas Kowno          | 2:3 (24:26, 25:20, 19:25, 25:21, 7:15)  | Amber-Arlanga Kłajpeda     | 120    |
| 26.01.2020 | 14:00 | Elga-Master Idea SM Dubysa | 2:3 (25:19, 21:25, 25:23, 17:25, 9:15)  | RIO-Startas Kowno          | 50     |
| 26.01.2020 | 15:00 | Amber-Arlanga Kłajpeda     | 1:3 (26:28, 25:18, 22:25, 24:26)        | Sūduva Mariampol           | 84     |
| III RUNDA  |       |                            |                                         |                            |        |
| 08.02.2020 | 15:00 | Amber-Arlanga Kłajpeda     | 3:1 (25:15, 25:21, 24:26, 25:19)        | Elga-Master Idea SM Dubysa | 112    |
| 15.02.2020 | 15:00 | Amber-Arlanga Kłajpeda     | 3:0 (25:20, 25:19, 25:13)               | RIO-Startas Kowno          | 104    |
| 22.02.2020 | 15:00 | Amber-Arlanga Kłajpeda     | 3:1 (25:17, 17:25, 25:12, 25:22)        | Sūduva Mariampol           | 112    |
| 22.02.2020 | 16:00 | RIO-Startas Kowno          | 3:0 (25:10, 25:15, 25:18)               | Elga-Master Idea SM Dubysa | 100    |
| 28.02.2020 | 20:00 | Sūduva Mariampol           | 3:2 (22:25, 25:20, 25:19, 22:25, 15:7)  | RIO-Startas Kowno          | 54     |
| 29.02.2020 | 15:30 | Sūduva Mariampol           | 3:0 (25:15, 25:22, 25:18)               | Elga-Master Idea SM Dubysa | 50     |

### Tabela
| Lp. | Drużyna                    | Pkt | Mecze | Mecze | Mecze | Rodzaj wyniku | Rodzaj wyniku | Rodzaj wyniku | Rodzaj wyniku | Rodzaj wyniku | Rodzaj wyniku | Sety | Sety | Sety  | Małe punkty | Małe punkty | Małe punkty |
| Lp. | Drużyna                    | Pkt | M     | W     | P     | 3:0           | 3:1           | 3:2           | 2:3           | 1:3           | 0:3           | wyg. | prz. | stos. | zdob.       | str.        | stos.       |
| --- | -------------------------- | --- | ----- | ----- | ----- | ------------- | ------------- | ------------- | ------------- | ------------- | ------------- | ---- | ---- | ----- | ----------- | ----------- | ----------- |
| 1   | Amber-Arlanga Kłajpeda     | 22  | 9     | 8     | 1     | 3             | 3             | 2             | 0             | 1             | 0             | 25   | 10   | 2.5   | 825         | 716         | 1.152       |
| 2   | Sūduva Mariampol           | 17  | 9     | 6     | 3     | 2             | 2             | 2             | 1             | 2             | 0             | 22   | 15   | 1.467 | 810         | 775         | 1.045       |
| 3   | RIO-Startas Kowno          | 12  | 9     | 3     | 6     | 1             | 1             | 1             | 4             | 1             | 1             | 18   | 21   | 0.857 | 816         | 804         | 1.015       |
| 4   | Elga-Master Idea SM Dubysa | 3   | 9     | 1     | 8     | 0             | 0             | 1             | 1             | 2             | 5             | 7    | 26   | 0.269 | 630         | 786         | 0.802       |

Źródło: LTF – Data Project
Punktacja: 3:0 i 3:1 – 3 pkt; 3:2 – 2 pkt; 2:3 – 1 pkt; 1:3 i 0:3 – 0 pkt
Zasady ustalania kolejności: 1. liczba punktów; 2. liczba zwycięstw; 3. stosunek setów; 4. stosunek małych punktów; 5. bilans w bezpośrednich meczach

## Faza play-off

### Drabinka
|  | Półfinały | Półfinały                  | Półfinały | Półfinały | Półfinały | Półfinały | Półfinały        |   |   | Finał              | Finał              | Finał              | Finał              | Finał              |
|  |           |                            |           |           |           |           |                  |   |   |                    |                    |                    |                    |                    |
|  | 1         | Amber-Arlanga Kłajpeda     | 3         | 3         |           |           |                  |   |   |                    |                    |                    |                    |                    |
|  | 4         | Elga-Master Idea SM Dubysa | 0         | 1         |           |           |                  |   |   |                    |                    |                    |                    |                    |
|  | 4         | Elga-Master Idea SM Dubysa | 0         | 1         |           | —         | —                | — | — | —                  |                    |                    |                    |                    |
|  |           |                            |           |           |           |           |                  | — | — | —                  |                    |                    |                    |                    |
|  |           | —                          | —         | —         | —         | —         |                  |   |   |                    |                    |                    |                    |                    |
|  | 2         | —                          | —         | —         | —         | —         | Sūduva Mariampol | 3 | 3 |                    |                    |                    |                    |                    |
|  | 2         |                            |           |           |           |           | Sūduva Mariampol | 3 | 3 |                    |                    |                    |                    |                    |
|  | 3         | RIO-Startas Kowno          | 0         | 1         |           |           |                  |   |   | Mecze o 3. miejsce | Mecze o 3. miejsce | Mecze o 3. miejsce | Mecze o 3. miejsce | Mecze o 3. miejsce |
|  |           |                            |           |           |           |           |                  |   |   |                    |                    |                    |                    |                    |
|  |           |                            |           |           |           |           |                  |   |   | —                  | —                  | —                  | —                  | —                  |
|  |           |                            |           |           |           |           |                  |   |   | —                  | —                  | —                  | —                  | —                  |

### Półfinały
(do trzech zwycięstw)
| Data                   | Godz.                  | Gospodarz                  | Rezultat                         | Gość                       | Widzów                     |
| ---------------------- | ---------------------- | -------------------------- | -------------------------------- | -------------------------- | -------------------------- |
| Amber-Arlanga Kłajpeda | Amber-Arlanga Kłajpeda | Amber-Arlanga Kłajpeda     | 2 – 0                            | Elga-Master Idea SM Dubysa | Elga-Master Idea SM Dubysa |
| 07.03.2020             | 15:00                  | Amber-Arlanga Kłajpeda     | 3:0 (25:13, 25:18, 25:11)        | Elga-Master Idea SM Dubysa | 105                        |
| 08.03.2020             | 12:00                  | Amber-Arlanga Kłajpeda     | 3:1 (25:18, 25:16, 21:25, 25:20) | Elga-Master Idea SM Dubysa | 100                        |
| —                      | —                      | Elga-Master Idea SM Dubysa | mecz anulowany                   | Amber-Arlanga Kłajpeda     | —                          |
| Sūduva Mariampol       | Sūduva Mariampol       | Sūduva Mariampol           | 2 – 0                            | RIO-Startas Kowno          | RIO-Startas Kowno          |
| 07.03.2020             | 19:30                  | Sūduva Mariampol           | 3:0 (25:22, 25:17, 26:24)        | RIO-Startas Kowno          | 97                         |
| 08.03.2020             | 13:00                  | Sūduva Mariampol           | 3:1 (25:21, 20:25, 25:22, 25:22) | RIO-Startas Kowno          | 70                         |
| —                      | —                      | RIO-Startas Kowno          | mecz anulowany                   | Sūduva Mariampol           | —                          |

### Mecze o 3. miejsce
(dwumecz)
| Data | Godzina | Gospodarz | Rezultat       | Gość | Widzów |
| ---- | ------- | --------- | -------------- | ---- | ------ |
| —    | —       | —         | mecz anulowany | —    | —      |
| —    | —       | —         | mecz anulowany | —    | —      |

### Finał
(dwumecz)
| Data | Godzina | Gospodarz | Rezultat       | Gość | Widzów |
| ---- | ------- | --------- | -------------- | ---- | ------ |
| —    | —       | —         | mecz anulowany | —    | —      |
| —    | —       | —         | mecz anulowany | —    | —      |

## Klasyfikacja końcowa
Litewski Związek Piłki Siatkowej uznał mistrzostwa Litwy w sezonie 2019/2020 za niedokończone, w związku z czym nie została ustalona klasyfikacja końcowa.

## Statystyki

### Sety, małe punkty i liczba widzów
| Runda               | Mecze           | Sety (średnio na mecz) | Sety (średnio na mecz) | Małe punkty (średnio na set) | Małe punkty (średnio na set) | Liczba widzów (średnio na mecz) | Liczba widzów (średnio na mecz) | Runda           | Mecze         | Sety (średnio na mecz) | Sety (średnio na mecz) | Małe punkty (średnio na set) | Małe punkty (średnio na set) | Liczba widzów (średnio na mecz) | Liczba widzów (średnio na mecz) |
| ------------------- | --------------- | ---------------------- | ---------------------- | ---------------------------- | ---------------------------- | ------------------------------- | ------------------------------- | --------------- | ------------- | ---------------------- | ---------------------- | ---------------------------- | ---------------------------- | ------------------------------- | ------------------------------- |
| Faza zasadnicza     | Faza zasadnicza | Faza zasadnicza        | Faza zasadnicza        | Faza zasadnicza              | Faza zasadnicza              | Faza zasadnicza                 | Faza zasadnicza                 | Faza play-off   | Faza play-off | Faza play-off          | Faza play-off          | Faza play-off                | Faza play-off                | Faza play-off                   | Faza play-off                   |
| I                   | 6               | 25                     | 4,17                   | 1072                         | 42,88                        | 467                             | 78                              | Półfinały       | 4             | 14                     | 3,50                   | 616                          | 44,00                        | 372                             | 93                              |
| II                  | 6               | 25                     | 4,17                   | 1081                         | 43,24                        | 423                             | 71                              | O 3. miejsce    | —             | —                      | —                      | —                            | —                            | —                               | —                               |
| III                 | 6               | 22                     | 3,67                   | 928                          | 42,18                        | 532                             | 89                              | Finał           | —             | —                      | —                      | —                            | —                            | —                               | —                               |
| Podsumowanie sezonu |                 |                        |                        |                              |                              |                                 |                                 |                 |               |                        |                        |                              |                              |                                 |                                 |
| Faza zasadnicza     | Faza zasadnicza | Faza zasadnicza        | Faza zasadnicza        | Faza zasadnicza              | Faza zasadnicza              | Faza zasadnicza                 | Faza zasadnicza                 | Faza zasadnicza | 18            | 72                     | 4,00                   | 3081                         | 42,79                        | 1422                            | 79                              |
| Faza play-off       | Faza play-off   | Faza play-off          | Faza play-off          | Faza play-off                | Faza play-off                | Faza play-off                   | Faza play-off                   | Faza play-off   | 4             | 14                     | 3,50                   | 616                          | 44,00                        | 372                             | 93                              |
| Razem               | Razem           | Razem                  | Razem                  | Razem                        | Razem                        | Razem                           | Razem                           | Razem           | 22            | 86                     | 3,91                   | 3697                         | 42,99                        | 1794                            | 82                              |

## Składy drużyn
| Amber-Arlanga Kłajpeda   | Amber-Arlanga Kłajpeda             | Amber-Arlanga Kłajpeda | Amber-Arlanga Kłajpeda | Amber-Arlanga Kłajpeda |
| Nr                       | Imię i nazwisko                    | Data ur.               | Wzrost                 | Pozycja                |
| ------------------------ | ---------------------------------- | ---------------------- | ---------------------- | ---------------------- |
| 1                        | Serhij Szczehoł                    | 21.11.1985             | 179                    | libero                 |
| 2                        | Robertas Ripkauskas                | 08.12.1989             | 180                    | libero                 |
| 3                        | Vilius Rubavičius                  | 01.06.1994             | 194                    | atakujący              |
| 4                        | Artūr Vincelovič                   | 08.05.1997             | 183                    | przyjmujący            |
| 5                        | Martynas Miliukas                  | 11.02.1997             | 188                    | atakujący              |
| 7                        | Audrius Knašas                     | 16.10.1998             | 189                    | przyjmujący            |
| 8                        | Edvinas Žaltauskas                 | 03.09.1994             | 193                    | środkowy               |
| 9                        | Marius Barauskis                   | 20.03.1999             | 192                    | rozgrywający           |
| 10                       | Oleg Čebialis (od 01.01.2020)      | 25.12.1985             | 191                    | rozgrywający           |
| 10                       | Evaldas Tamošiūnas                 | 29.04.1995             | 184                    | przyjmujący            |
| 11                       | Linas Starkutis                    | 03.04.1994             | 202                    | środkowy               |
| 12                       | Karolis Šlimas                     | 31.05.1987             | 194                    | środkowy               |
| 13                       | Patrikas Stankevičius              | 16.01.1999             | 199                    | atakujący              |
| 14                       | Danielius Čumakas                  | 03.12.2004             | 180                    | libero                 |
| 15                       | Daumantas Katinas                  | 30.01.1998             | 199                    | przyjmujący            |
| 17                       | Robert Juchnevič                   | 27.07.1994             | 192                    | atakujący              |
| 18                       | Tadas Rasiukas                     | 09.04.1997             | 199                    | środkowy               |
| 19                       | Artūr Vasiljev                     | 12.05.1992             | 191                    | przyjmujący            |
| Odeszli w trakcie sezonu |                                    |                        |                        |                        |
| 13                       | Mantas Grinevičius (do 31.12.2019) | 26.01.1997             | 200                    | środkowy               |
| Trenerzy                 |                                    |                        |                        |                        |
|                          | Saulius Matikonis                  | Trener                 | Trener                 | Trener                 |
|                          | Serhij Szczehoł                    | Asystent trenera       | Asystent trenera       | Asystent trenera       |

| Elga-Master Idea SM Dubysa | Elga-Master Idea SM Dubysa | Elga-Master Idea SM Dubysa | Elga-Master Idea SM Dubysa | Elga-Master Idea SM Dubysa |
| Nr                         | Imię i nazwisko            | Data ur.                   | Wzrost                     | Pozycja                    |
| -------------------------- | -------------------------- | -------------------------- | -------------------------- | -------------------------- |
| 1                          | Domantas Bijanskas         | 08.12.2001                 | 184                        | przyjmujący                |
| 2                          | Deivis Griešius            | 09.08.2003                 | 187                        | przyjmujący                |
| 3                          | Artūras Sitnikas           | 06.09.1996                 | 174                        | libero                     |
| 4                          | Erikas Makaras             | 19.02.2001                 | 201                        | atakujący                  |
| 5                          | Tomas Rogal                | 09.04.1999                 | 196                        | środkowy                   |
| 6                          | Aivaras Strockis           | 17.12.1994                 | 182                        | rozgrywający               |
| 7                          | Alaksandr Nawaletau        | 01.09.1995                 | 196                        | rozgrywający               |
| 8                          | Modestas Cebers            | 13.02.2002                 | 182                        | libero                     |
| 9                          | Ignas Šlaustas             | 04.04.2001                 | 200                        | atakujący                  |
| 10                         | Simas Grigalaitis          | 02.12.1999                 | 201                        | środkowy                   |
| 12                         | Martynas Kolodavičius      | 19.12.1991                 | 200                        | atakujący                  |
| 13                         | Justinas Butautas          | 09.08.2001                 | 184                        | przyjmujący                |
| 15                         | Lukas Pranys               | 24.03.2001                 | 190                        | przyjmujący                |
| 16                         | Matas Petrauskas           | 12.07.2002                 | 189                        | przyjmujący                |
| Trenerzy                   |                            |                            |                            |                            |
|                            | Modestas Strockis          | Trener                     | Trener                     | Trener                     |

| RIO-Startas Kowno | RIO-Startas Kowno       | RIO-Startas Kowno | RIO-Startas Kowno | RIO-Startas Kowno |
| Nr                | Imię i nazwisko         | Data ur.          | Wzrost            | Pozycja           |
| ----------------- | ----------------------- | ----------------- | ----------------- | ----------------- |
| 1                 | Lukas Jordanas Strakšys | 25.05.2002        | 197               | środkowy          |
| 2                 | Ignas Mazūras           | 20.08.2000        | 184               | rozgrywający      |
| 3                 | Justinas Laurinavičius  | 01.07.1995        | 193               | atakujący         |
| 4                 | Matas Navickas          | 21.03.1997        | 185               | rozgrywający      |
| 5                 | Ovidijus Vaškevičius    | 31.05.1996        | 188               | przyjmujący       |
| 6                 | Aronas Kuliešius        | 28.06.1999        | 194               | przyjmujący       |
| 7                 | Marius Alaunis          | 31.03.1999        | 180               | libero            |
| 8                 | Audrius Kasparavičius   | 11.01.1996        | 186               | przyjmujący       |
| 9                 | Laurynas Latvys         | 26.08.1986        | 204               | środkowy          |
| 10                | Arnas Šimaitis          | 26.06.1997        | 178               | libero            |
| 11                | Mykolas Suchanekas      | 16.11.1999        | 196               | przyjmujący       |
| 12                | Martynas Mičiulis       | 10.11.1999        | 197               | środkowy          |
| 13                | Valdas Listanskis       | 30.04.1997        | 201               | atakujący         |
| 14                | Karolis Rimkus          | 02.02.1998        | 200               | środkowy          |
| 15                | Algirdas Naučius        | 21.08.1996        | 195               | atakujący         |
| 18                | Remigijus Vitkus        | 30.05.1996        | 191               | środkowy          |
| 20                | Aurimas Mazūras         | 06.04.1998        | 190               | przyjmujący       |
| Trenerzy          |                         |                   |                   |                   |
|                   | Robertas Nekrašas       | Trener            | Trener            | Trener            |

| Sūduva Mariampol         | Sūduva Mariampol                   | Sūduva Mariampol | Sūduva Mariampol | Sūduva Mariampol |
| Nr                       | Imię i nazwisko                    | Data ur.         | Wzrost           | Pozycja          |
| ------------------------ | ---------------------------------- | ---------------- | ---------------- | ---------------- |
| 1                        | Jonas Rakickas                     | 05.05.1985       | 199              | środkowy         |
| 2                        | Mantvydas Šuklys                   | 29.07.1990       | 186              | rozgrywający     |
| 3                        | Ovidijus Valinčius                 | 04.03.1989       | 182              | libero           |
| 4                        | Saulius Plioraitis                 | 18.04.1996       | 197              | środkowy         |
| 5                        | Paulius Misiukevičius              | 26.06.1997       | 197              | przyjmujący      |
| 7                        | Mindaugas Vizgirda                 | 11.07.2002       | 190              | rozgrywający     |
| 8                        | Armandas Bielskus                  | 20.07.2001       | 193              | przyjmujący      |
| 9                        | Girvydas Rimeika                   | 15.03.1995       | 190              | przyjmujący      |
| 10                       | Martynas Lynikas                   | 13.07.1989       | 193              | atakujący        |
| 11                       | Audrius Aleknavičius               | 16.07.1993       | 195              | przyjmujący      |
| 12                       | Paulius Kochanskas                 | 21.08.1998       | 181              | libero           |
| 13                       | Linas Petravičius                  | 09.12.1994       | 194              | atakujący        |
| 14                       | Mantas Grinevičius (od 01.01.2020) | 26.01.1997       | 200              | środkowy         |
| 15                       | Tomas Staševičius                  | 20.10.1987       | 196              | przyjmujący      |
| 16                       | Rokas Urbelis                      | 27.07.1994       | 195              | środkowy         |
| 17                       | Lukas Gudas                        | 10.03.1986       | 202              | środkowy         |
| 18                       | Justas Mincė                       | 13.09.2003       | 194              | środkowy         |
| 20                       | Lukas Každalis                     | 15.08.1995       | 197              | przyjmujący      |
| 21                       | Nedas Danulevičius                 | 13.09.2001       | 194              | środkowy         |
| Odeszli w trakcie sezonu |                                    |                  |                  |                  |
| 2                        | Oleg Čebialis (do 31.12.2019)      | 25.12.1985       | 191              | rozgrywający     |
| Trenerzy                 |                                    |                  |                  |                  |
|                          | Romas Sujeta                       | Trener           | Trener           | Trener           |